# San Jerónimo Zacualpan
San Jerónimo Zacualpan là một đô thị thuộc bang Tlaxcala, México. Năm 2005, dân số của đô thị này là 3066 người.